# Стеж
Стеж (фр. Steige) — коммуна на северо-востоке Франции в регионе Гранд-Эст (бывший Эльзас — Шампань — Арденны — Лотарингия), департамент Нижний Рейн, округ Селеста-Эрстен, кантон Мюциг. До марта 2015 года коммуна административно входила в состав упразднённого кантона Вилле (округ Селеста-Эрстен).
Площадь коммуны — 9,86 км², население — 543 человека (2006) с тенденцией к росту: 610 человек (2013), плотность населения — 61,9 чел/км².

## Население
Население коммуны в 2011 году составляло 601 человек, в 2012 году — 606 человек, а в 2013-м — 610 человек.
| 1962 | 1968 | 1975 | 1982 | 1990 | 1999 | 2006 | 2008 | 2011 | 2012 | 2013 |
| ---- | ---- | ---- | ---- | ---- | ---- | ---- | ---- | ---- | ---- | ---- |
| 530  | 540  | 518  | 505  | 459  | 505  | 543  | 566  | 601  | 606  | 610  |

Динамика населения:

## Экономика
В 2010 году из 365 человек трудоспособного возраста (от 15 до 64 лет) 275 были экономически активными, 90 — неактивными (показатель активности 75,3 %, в 1999 году — 67,8 %). Из 275 активных трудоспособных жителей работали 249 человек (128 мужчин и 121 женщина), 26 числились безработными (15 мужчин и 11 женщин). Среди 90 трудоспособных неактивных граждан 25 были учениками либо студентами, 38 — пенсионерами, а ещё 27 — были неактивны в силу других причин.

## Достопримечательности (фотогалерея)

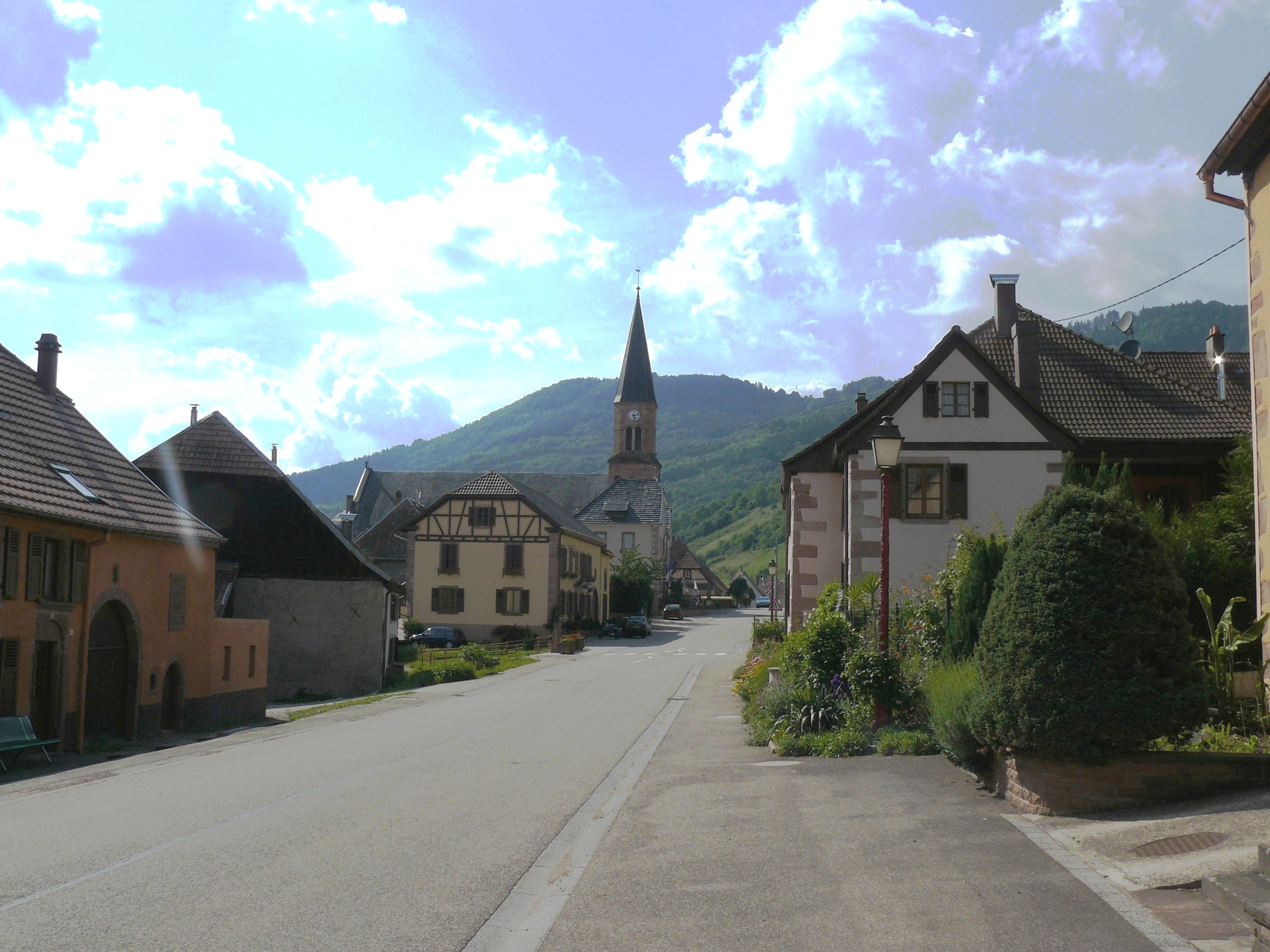
Центр коммуны
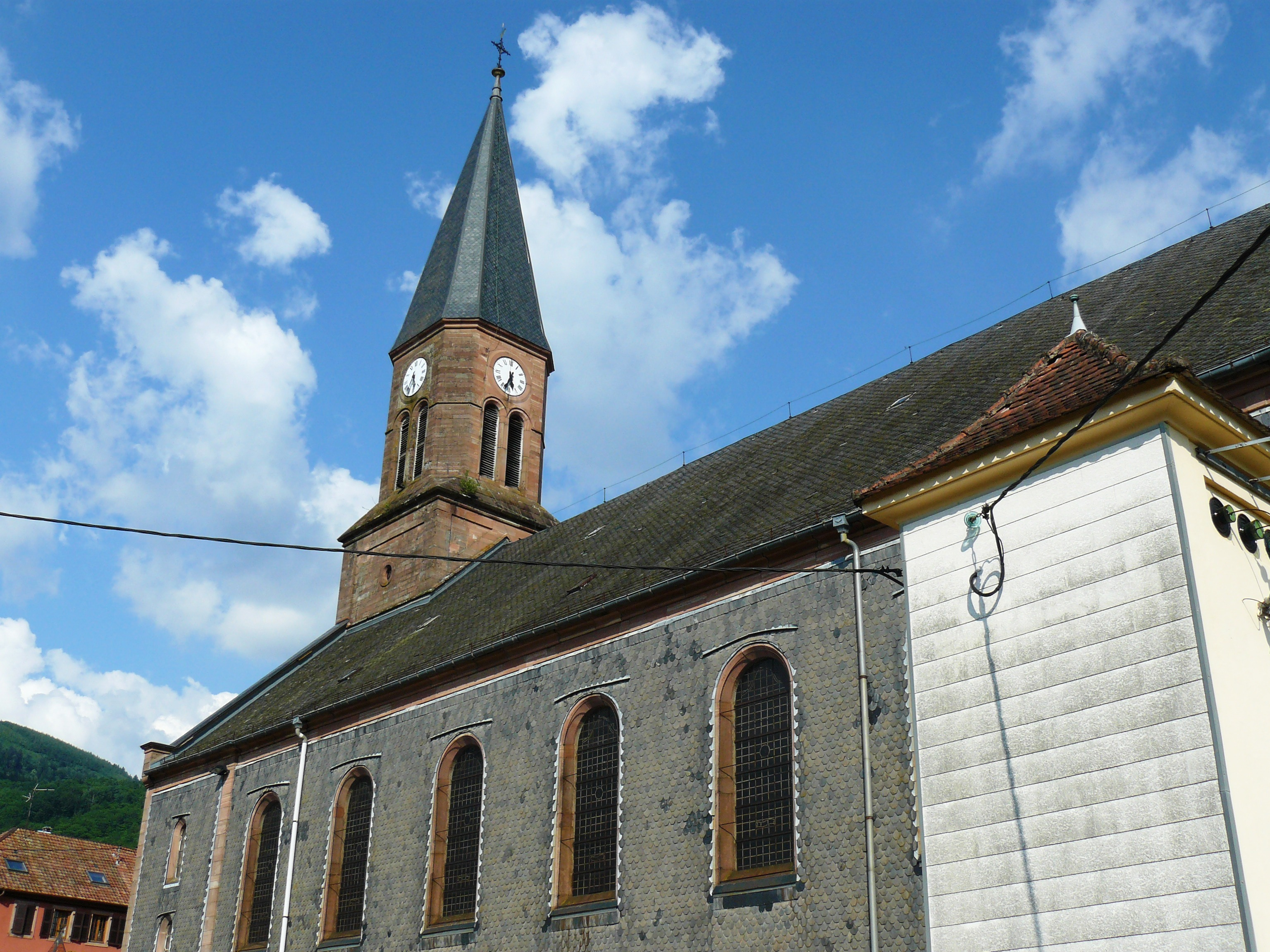
Церковь святой Марии Магдалины
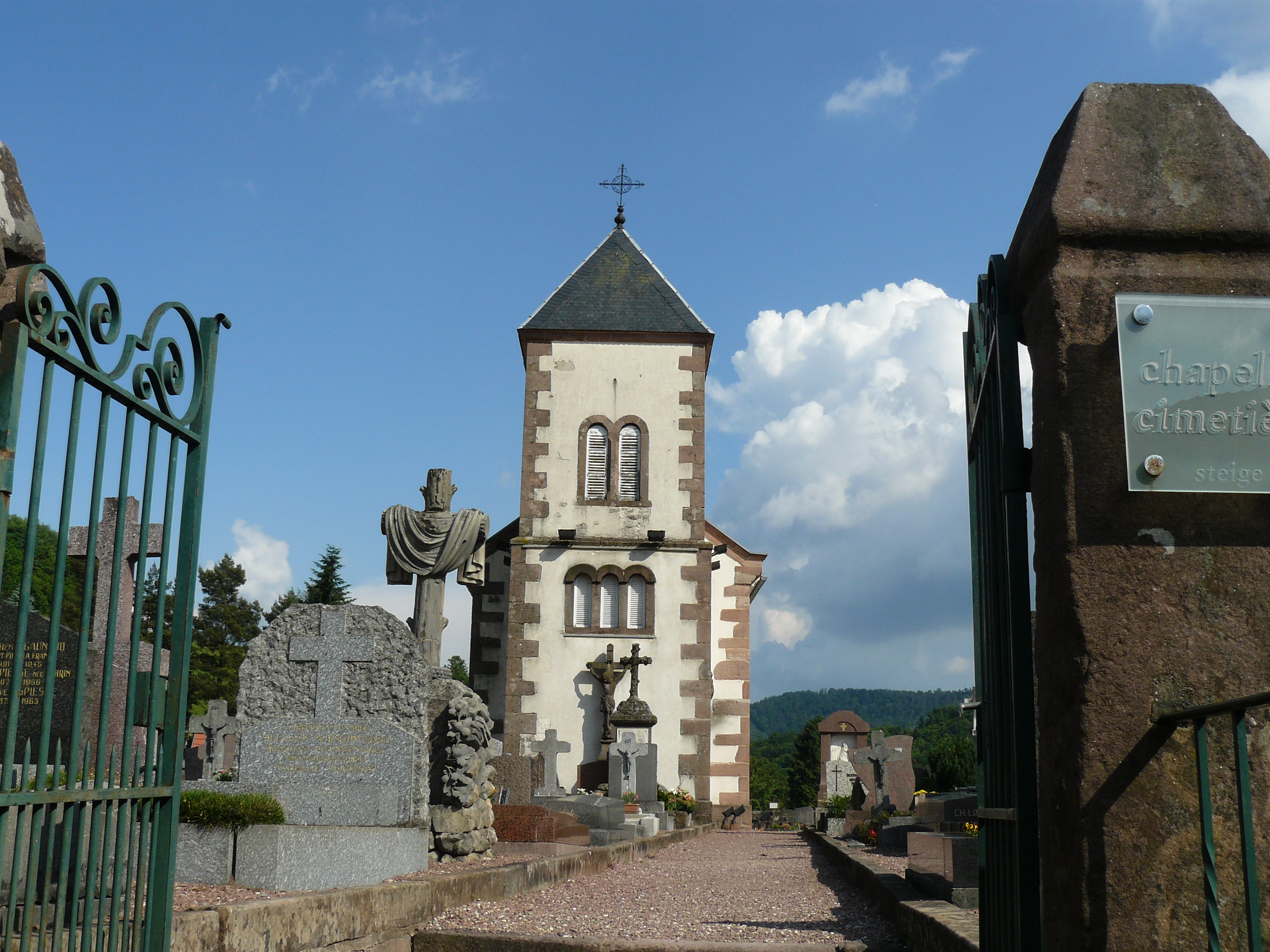
Часовня на кладбище Стеж
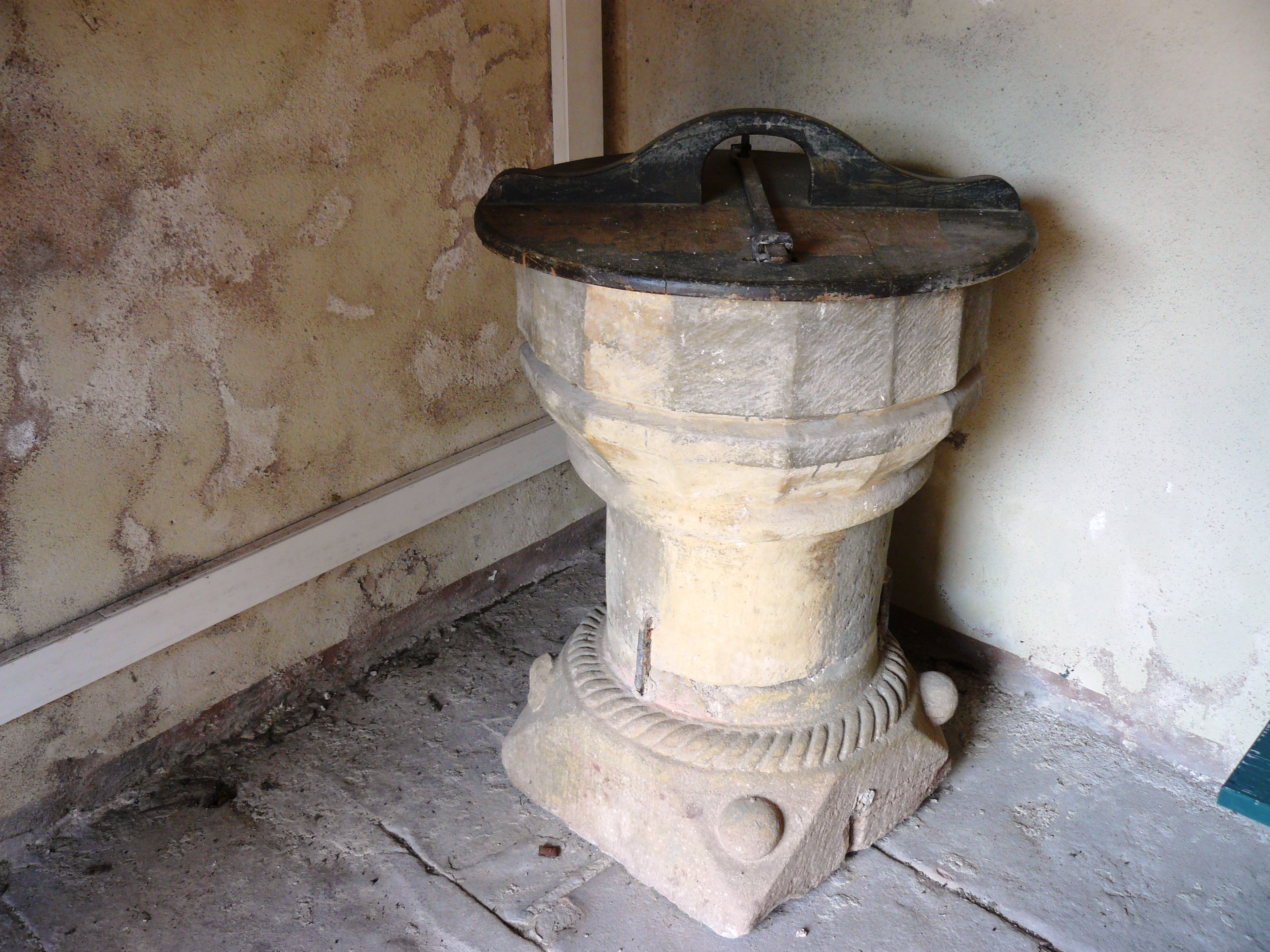
Емкость со святой водой в часовне на кладбище
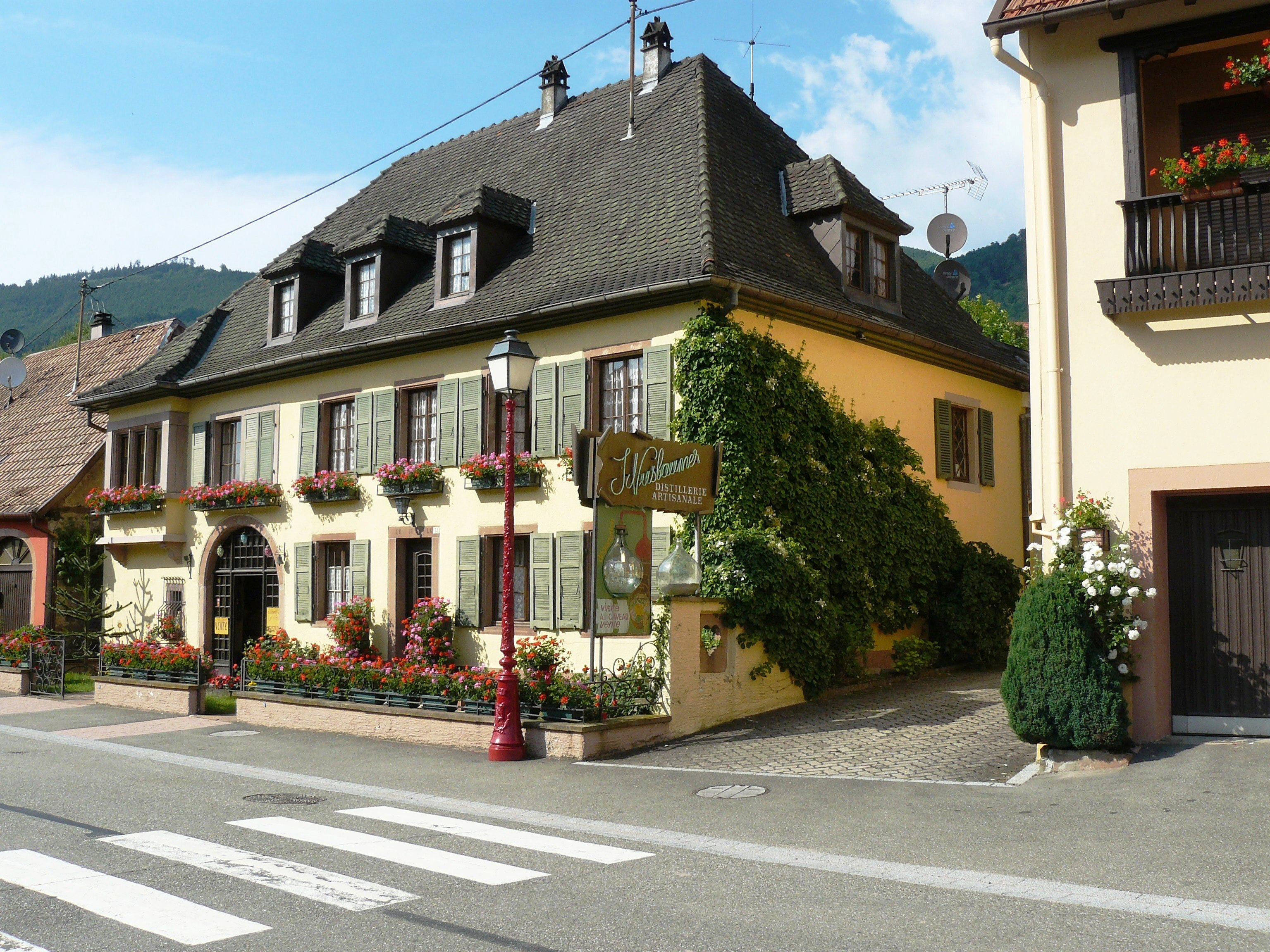
Спиртзавод